# Edward Crofton (2e baron Crofton)
Pour les articles homonymes, voir Crofton.
Edward Crofton, 2e baron Crofton (1er août 1806 - 17 décembre 1869), connu sous le nom de Sir Edward Crofton, 4e baronnet, de 1816 à 1817, est un homme politique conservateur anglo-irlandais.

## Biographie
Il est le fils d'Edward Crofton, 3e baronnet, fils d'Edward Crofton (2e baronnet) (en), et son épouse Anne Crofton, 1re baronne Crofton. Sa mère est Charlotte, fille de John Stewart (7e comte de Galloway). Il succède à son père comme baronnet en 1816 et l'année suivante il hérite de la baronnie de Crofton à la mort de sa grand-mère. Il est élu pair représentant irlandais en 1840, et sert dans les gouvernements conservateurs du comte de Derby et Benjamin Disraeli en tant que Lord-in-waiting (whip du gouvernement à la Chambre des lords) en 1852, de 1858 à 1859 et de 1866 à 1868.
Lord Crofton épouse Georgina, fille d'Henry Paget, 1er marquis d'Anglesey, en 1833. Il est décédé en décembre 1869, à l'âge de 63 ans, et son fils aîné Edward lui succède. Lady Crofton est décédée en 1875.